# Альбін Курті
А́льбін Ку́рті (алб. Albin Kurti; нар. 24 березня 1975, Приштина) — косовський політик, прем'єр-міністр Косова з 22 березня 2021 року, а також з лютого до червня 2020 року. З 2004 до 2015 очолював партію «Самовизначення», до і під час Косовської війни 1999 року був студентським лідером і політичним в'язнем.

## Життєпис
Навчався в Університеті Приштини, був головою Незалежної спілки студентів Університету Приштини й одним з організаторів студентського спротиву проти сербської влади Косова.
1997 року приєднався до партизанів Армії визволення Косова. Від 1997 до 1999 року організовував протести студентів у Приштині та інших великих містах Косова.
За той час він став одним з найвідоміших лідерів косовського опору проти Сербії. Курті набув значного політичного досвіду за кордоном у Вашингтоні, Нью-Йорку, Брюсселі, Копенгагені та в Європейському парламенті у Страсбурзі. Він також зустрічався з високопоставленими представниками Західної Європи та США.
3 лютого 2020 року сформовано коаліційний уряд, до складу якого увійшли представники Самовизначення та Демократичної ліги. Відповідно до коаліційної угоди прем'єр-міністром став Альбін Курті. Втім, його врядування виявилось нетривалим — уже 3 червня того ж року він вийшов у відставку, це рішення Асамблея Косова ухвалила ще 25 березня. Причиною розпаду коаліції та, відповідно, недовіри до уряду стала відставка міністра внутрішніх справ Аґіма Велію, який виступав за впровадження надзвичайного стану через епідемію коронавірусу. Новим прем'єр-міністром Косова став Авдулла Хоті.
Після обрання нового уряду Альбін Курті подав скаргу до Конституційного суду з вимогою визнати незаконним обрання Хоті на посаду прем'єр-міністра. Суд задовольнив скаргу у грудні 2020 року та закликав президента призначити дату нових виборів.

## Позиція щодо війни Росії проти України
Прем'єр-міністр Косова Альбін Курті закликав до справедливости, написавши в Твіттері: «Братські могили, люди, жорстоко вбиті з відсутніми частинами тіл, спалені будинки та міста, перетворені на руїни, — це все знайомі сцени з режимів геноциду. Винуватці Бучанської різанини мають бути притягнуті до відповідальности, а Росія має бути притягнута до відповідальности».

## Нагороди
- Спеціальна відзнака Національної спілки журналістів України (2024) — за значний внесок у захист українських журналістів у час війни, підтримку міжнародної програми «Journalists-in-Residence Kosovo» та зміцнення співпраці між журналістськими організаціями України і Косова[5]